# Puntes dels Menares
Les Puntes dels Menares és una muntanya de 475 metres que es troba al municipi de la Fatarella, a la comarca de la Terra Alta.